# Alliance verte (Russie)
L'Alliance verte (en russe : Альянс зелёных ; Alyans zelonykh), aussi appelée Alliance des Verts - Parti populaire durant la période 2012-2014 (abrégé AZNP ; en russe : Альянс зелёных — Народная партия; АЗНП ; Alyans zelonykh — Narodnaïa partiia, AZNP), puis Alliance des Verts et des sociaux-démocrates en 2014-2015 (abrégé AZSD ; en russe : Альянс зелёных и социал-демократов; АЗСД ; Alyans zelonykh i sotsial-demokratov, AZSD) est un parti politique russe basé sur le mouvement Alternative verte d'Oleg Mitvol (fondé en 2009) et transformé en parti politique en 2012. Le parti est dirigé par Alexandre Zakondyrine (ru).

## Historique et dissolution
Le parti est fondé à l'origine par les milliardaires russes Gleb Fetissov (en) et Oleg Mitvol. Gleb Fetissov quitte la présidence du parti en décembre 2015.
Le 25 janvier 2014, l'Alliance des Verts – Parti populaire dirigée par Gleb Fetissov s'est unie lors de son 3e congrès avec quatre micro-partis : les sociaux-démocrates de Russie, la Liberté et la Justice de Guennadi Goudkov (en), Kolokol (« la cloche ») et le Parti de Citoyens libres. Guennadi Goudkov et Gleb Fetissov sont devenus coprésidents de l'Alliance des Verts et des sociaux-démocrates. Oleg Mitvol est devenu président du conseil central de l'alliance. Gleb Fetissov, Dmitri Goudkov (en), Ilia Ponomarev, Elena Loukianova (ru), Dmitri Nekrassov et d'autres sont devenus membres du conseil du parti.
Fin 2015, le nom du parti a changé d'Alliance des Verts et des sociaux-démocrates à Alliance verte. Les postes de coprésidents ont été supprimés.
Le 2 octobre 2019, la Cour suprême de la fédération de Russie, à la suite d'un procès intenté par le ministère de la Justice, a dissous le parti, sous prétexte d'insuffisante participation aux élections depuis sept ans.